# Olivier Mourgue
Pour les articles homonymes, voir Mourgue.
Olivier Mourgue (né en 1939 à Paris en France) est un designer et un professeur de beaux-arts français.

## Biographie
Diplômé de l'École Boulle, Olivier Mourgue s'inscrit à l'École nationale supérieure des arts décoratifs de Paris.

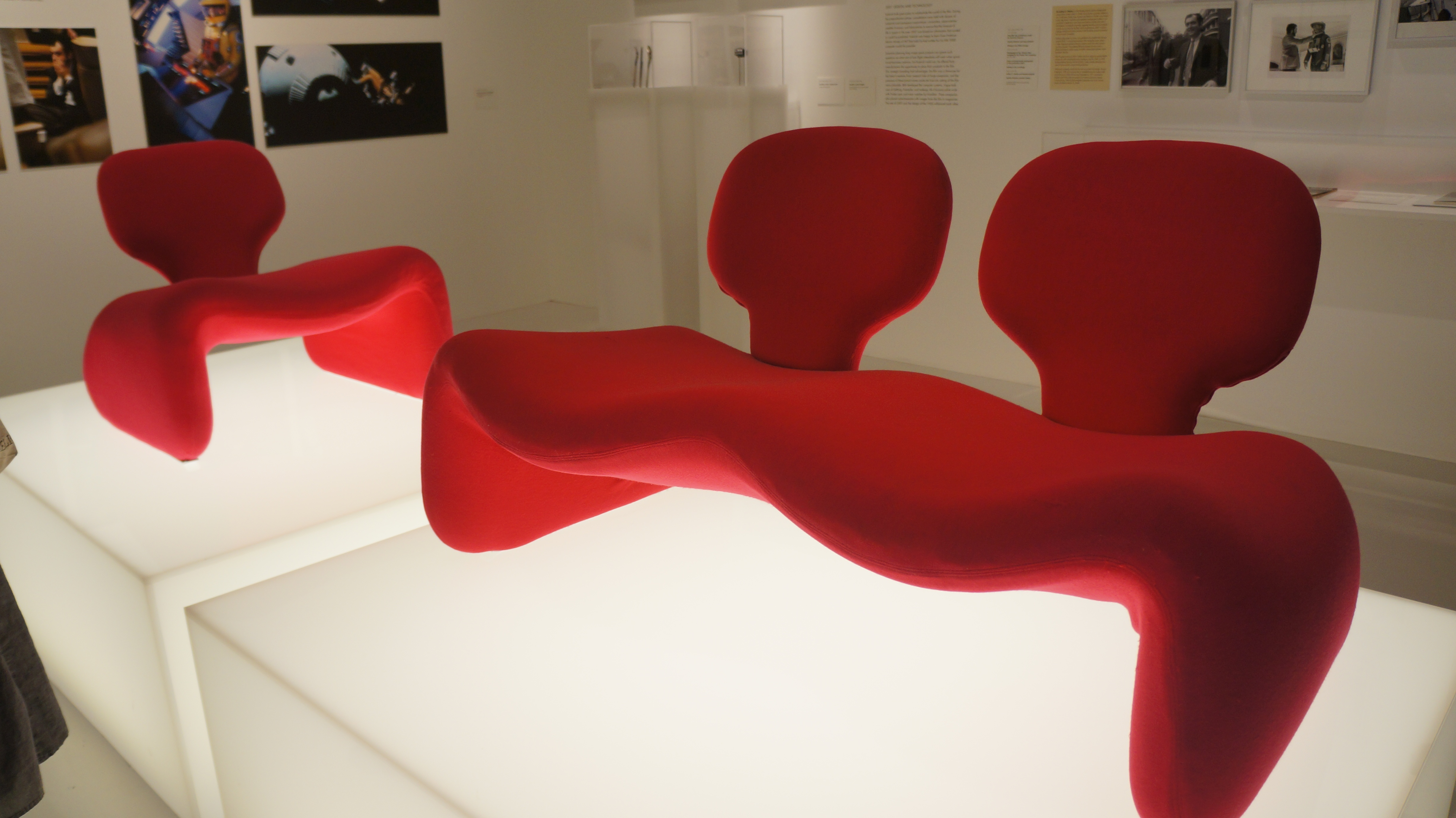
Canapé duo et chauffeuse rouge vermillon de la collection Djinn dans une exposition consacrée au film 2001, l'Odyssée de l'espace.

Dès 1960, il collabore étroitement avec l'éditeur de meuble Airborne auquel il avait présenté l'année précédent son siège Joker. Il conçoit ensuite la collection d'inspiration à la fois pop et futuriste Djinn (1963) comprenant chauffeuse, pouf, sièges ou canapé duo, chaise longue et table. Ce sont les premiers sièges de série constitués d'une structure en tube d'acier garnie de mousse polyuréthane couverte d'une housse amovible. Celle-ci, en jersey de laine, se décline en 15 coloris au choix. Des modèles Djinn habillés en rouge vermillon équipent la station spatiale dans le film de Stanley Kubrick 2001, l'Odyssée de l'espace (sorti en 1968) dont le tournage débute en décembre 1965. Le fauteuil Tric-Trac (1963) n'est réalisé qu'en quelques exemplaires en raison de sa complexité et des contraintes de fabrication qui en découlent. Le siège dos-à-dos Whist (1964), version contemporaine de la boudeuse, également conçu pour Airborne rencontre du succès pour l'équipement de lieux publics tels que les halls et salles d'attente d’aéroports.
Installé en 1966 dans son propre atelier à Paris, 9, rue Campagne-Première, qu'il gardera jusqu'à la fin des années 1980, le designer se rapproche de l'éditeur de luminaires Disderot tout en continuant à créer des sièges pour Airborne, Renault, Prisunic ou encore Mobilier National.
En 1976, il établit son atelier en Bretagne où il vient aussi habiter. Nommé professeur à l'école des beaux-arts de Brest, il y enseigne jusqu'à son départ en retraite en 2002.

## Œuvre
- Joker, 1959, siège édité par Airborne
- Djinn, 1963, collection éditée par Airborne
- Tric-Trac, 1963, fauteuil édité par Airborne
- Whist, 1964, siège dos-à-dos édité par Airborne
- Bouloum, 1968, siège-personnage édité par Airborne